# 1979年亞洲舉重錦標賽
1979年第11届亞洲舉重錦標賽于1979年8月15日至17日在日本东京举行。共有来自11个国家和地区的73名运动员参加比赛。

## 比赛成绩
| 赛事          | 金牌                                       | 银牌                                     | 铜牌                                       |
| 52公斤级      | 殷正焕 · 朝鲜（PRK） · 95+135=230          | 崔镐凤 · 朝鲜（PRK） · 100+130=230       | 谭伟雄 · 中国（CHN） · 100+127.5=227.5     |
| 56公斤级      | 杨易永 · 朝鲜（PRK） · 110+142.5=252.5     | 佐藤谦吉 · 日本（JPN） · 110+137.5=247.5 | F·纳西里 · 伊朗（IRN） · 107.5+140=247.5   |
| 60公斤级      | 斋藤隆 · 日本（JPN） · 112.5+152.5=265     | 陈建才 · 中国（CHN） · 115+145=260       | 宋成林 · 朝鲜（PRK） · 110+150=260         |
| 67.5公斤级    | 平井一正 · 日本（JPN） · 135.5+162.5=295   | 姚景远 · 中国（CHN） · 125+167.5=292.5   | 李元柱 · 朝鲜（PRK） · 130+160=290         |
| 75公斤级      | 特拉布西 · 黎巴嫩（LBN） · 142.5+170=312.5 | 角南保 · 日本（JPN） · 137.5+170=307.5   | 李顺柱 · 中国（CHN） · 135+165=300         |
| 82.5公斤级    | 佐藤薰 · 日本（JPN） · 140+170=310         | 阿什拉菲 · 伊朗（IRN） · 130+172.5=302.5 | 哈松 · 伊拉克（IRQ） · 135+167.5=302.5     |
| 90公斤级      | 佐藤光正 · 日本（JPN） · 145+177.5=322.5   | 希拉卜 · 伊拉克（IRQ） · 135+170=305     | 金相厚 · 韩国（KOR） · 132.5+170=302.5     |
| 100公斤级     | 安智荣 · 韩国（KOR） · 150+180=330         | 宋振竹 · 中国（CHN） · 137.5+175=312.5   | 下坂义昭 · 日本（JPN） · 137.5+170=307.5   |
| 110公斤级     | 杨怀庆 · 中国（CHN） · 145+185=330         | 阿迪尔 · 伊拉克（IRQ） · 145+180=325     | 卡雷贾尔奈扎德 · 伊朗（IRN） · 140+180=320 |
| 110公斤以上级 | 阿迪德 · 伊拉克（IRQ） · 137.5+180=317.5   | 曼苏尔 · 伊拉克（IRQ） · 132.5+170=302.5 | 杉本诚起 · 日本（JPN） · 130+160=290       |